# Restaurația Stuarților
Restaurația Stuarților a apărut ca o soluție acceptabilă atât pentru burghezie cât și pentru marea parte a nobilimii. Restaurația s-a produs datorită faptului că opoziția dorea înlocuirea absolutismului monarhic, nu a monarhiei. În perioada 1660 - 1688, cât a durat restaurația, pe tronul Angliei s-au succedat Carol al II-lea Stuart și Iacob al II-lea Stuart. În urma acestei restaurații, s-a revenit la absolutism.